# Gene Porter Bridwell
Pour les articles homonymes, voir Bridwell.
Gene Porter Bridwell (4 octobre 1935 – 4 août 2016) était le septième directeur du centre de vol spatial Marshall de la NASA situé à Huntsville, en Alabama. Il a occupé ce poste du 6 janvier 1994 au 3 février 1996.
Avant de devenir directeur du Marshall Center, Porter Bridwell a été responsable du Bureau de définition du véhicule de lancement lourd, où il supervisait les efforts liés à la conception, au développement et à l’intégration du lanceur proposé. Il a également été détaché auprès de l’équipe de refonte de la Station spatiale et plus tard de l’équipe d’intégration États-Unis/Russie pour la station spatiale. Auparavant, il a dirigé le Bureau des projets de la navette, où il était responsable des éléments de propulsion de la navette spatiale, dont le moteur principal, le réservoir externe, les propulseurs à propergol solide repensés, le booster, le moteur solide avancé et les systèmes associés, y compris le Michoud Assembly Facility.
Bridwell est né à Linton, en Indiana, le 4 octobre 1935, et a obtenu son diplôme de State High School à Terre Haute (Indiana) en 1953. Il a obtenu un baccalauréat en ingénierie aéronautique en 1958 de l’Université Purdue, à West Lafayette. Il a commencé sa carrière professionnelle comme ingénieur chez Rocketdyne à Canoga Park, en Californie. Il a rejoint le Marshall Center en 1962, avec des premières missions dans le Saturn Systems Office et le bureau du programme Saturn V. En 1975, il a intégré le Shuttle Projects Office, occupant des postes clés, notamment chef du Project Engineering Office et directeur adjoint du projet External Tank. En février 1983, il a été nommé directeur du projet External Tank.
Au printemps 1987, il a brièvement occupé le poste de directeur adjoint par intérim du National Space Technology Laboratories, dans le Mississippi. En octobre 1988, il a été nommé directeur du soutien institutionnel et des programmes au Marshall Center, puis directeur du Shuttle Projects Office en mai 1989.
En janvier 1990, il est devenu directeur du National Launch Systems pour le siège de la NASA, tout en étant basé au Marshall Center. En février 1992, il est officiellement réintégré au Marshall Center, où il prend la tête du Heavy Lift Launch Vehicle Definition Office.
Bridwell est décédé à Huntsville le 4 août 2016 à l’âge de 80 ans.